# Astoria, Oregon
Astoria är en stad i Clatsop County i nordvästra Oregon i USA. Staden har 9 758 invånare (2004). Staden Astoria är belägen vid Columbiaflodens mynning och har fått sitt namn efter affärsmannen John Jacob Astor.

## Kultur
Bland filmer som spelats in i Astoria återfinns titlar som Goonies – Dödskallegänget (1985), Tjejen som föll överbord (1987) och Dagissnuten (1990) samt Rädda Willy (1993).

### Fotnoter
1. ↑  ”2010 Census profiles: Oregon cities alphabetically A-C” (PDF). Portland State University Population Research Center. Arkiverad från originalet den 3 mars 2016. https://web.archive.org/web/20160303231317/http://www.pdx.edu/sites/www.pdx.edu.prc/files/media_assets/2010_PL94_cities_A-C_updated.pdf. Läst 12 juni 2011.